# 406 Dywizja Strzelecka (ZSRR)
406 Dywizja Strzelecka (ros. 406-я стрелковая дивизия) – związek taktyczny (dywizja) Armii Czerwionej.
Sformowana w czasie II wojny światowej w Gruzji, broniła Kaukazu. W dalszych etapach wojny nie brała udziału, rozwiązana.